# Clover Studio
Clover Studio va ser un estudi independent de desenvolupament de videojocs, fundat per Capcom Japan. Va ser responsable del desenvolupament de Viewtiful Joe, franquícia per la Nintendo GameCube i la PlayStation 2 i d'Okami, videojoc editat per a la PS2 i la Wii. Destaquen a més, per un joc anomenat God Hand.
Suposadament, el nom "clover" és una abreviació de "creativity lover", amant de la creativitat"; això no obstant, d'acord amb una entrevista concedida per Atsuhi Inaba, el nom Clover deriva de les síl·labes japoneses mi (tres) i ba (fulla) provinents dels noms de Shinji Mikami i Atsushi Inaba.
El 12 d'octubre de 2006, en una reunió de al directiva de Capcom, es va decidir dissoldre Clover Studio. Immediatament, tots els drets sobre les obres editades passarien a formar part de l'empresa principal, deixant la porta oberta a seqüeles de les franquícies de l'estudi.
Els programadors de Clover, es van reagrupar per tal de formar Seeds Inc., un nou grup de desenvolupament de videojocs, el qual es va fusionar amb una altra companyia del sector durant l'octubre de 2007 per a formar PlatinumGames.